# Andrzej Wojciechowski (kierowca)
Andrzej Wojciechowski – polski kierowca wyścigowy, pierwszy mistrz Polskiej Formuły Mondial.

## Życiorys
Karierę w sportach motorowych rozpoczął od startów Fiatem 508 w kategorii weteranów. Następnie rywalizował Wartburgiem, był również mechanikiem Aleksandra Oczkowskiego. W 1976 roku zadebiutował Promotem Polonia I w Polskiej Formule Easter. W 1978 roku zadebiutował w Formule Polonia. W 1981 roku zdobył wicemistrzostwo tej serii, a rok później był trzeci. W trakcie sezonu 1984 otrzymał od Polskiego Związku Motorowego nowego Promota III, którym powrócił do startów w Formule Easter. W latach 1985 i 1987 był drugim wicemistrzem Polskiej Formuły Easter. W 1986 roku zadebiutował w Pucharze Pokoju i Przyjaźni, ponadto zajął szóste miejsce w towarzyszącym Grand Prix Węgier 1986 wyścigu Formuły Easter. W 1989 roku zadebiutował w Formule Mondial, w której startował do sezonu 1992.
Zawodowo pracował w warsztacie samochodowym w Świętochłowicach.

## Wyniki
| Legenda oznaczeń w tabelach wyników Wyświetl szablon na nowej stronie | Legenda oznaczeń w tabelach wyników Wyświetl szablon na nowej stronie                                                                     |
| Oznaczenie                                                            | Wyjaśnienie |
| --------------------------------------------------------------------- | --- |
| Złoty                                                                 | Zwycięzca lub mistrzostwo |
| Srebrny                                                               | 2. miejsce lub wicemistrzostwo |
| Brązowy                                                               | 3. miejsce lub II wicemistrzostwo |
| Zielony                                                               | Ukończył, punktował (w klasyfikacji generalnej, gdy zdobył co najmniej jeden punkt na przestrzeni sezonu, poza trzema powyższymi opcjami) |
| Niebieski                                                             | Ukończył, nie punktował (w klasyfikacji generalnej, gdy nie zdobył co najmniej jednego punktu na przestrzeni sezonu)                      |
| Czerwony                                                              | Nie zakwalifikował się (NZ) |
| Czerwony                                                              | Nie prekwalifikował się (NPK) |
| Różowy                                                                | Nie ukończył (NU) |
| Różowy                                                                | Niesklasyfikowany (NS) (w klasyfikacji generalnej, gdy nie został sklasyfikowany w żadnym wyścigu sezonu)                                 |
| Czarny                                                                | Zdyskwalifikowany (DK) |
| Czarny                                                                | Wykluczony (WYK/EX) |
| Biały                                                                 | Nie wystartował (NW) |
| Biały                                                                 | Kontuzjowany (K/INJ) |
| Biały                                                                 | Wyścig odwołany (OD/C) |
| Bez koloru                                                            | Został wycofany (WYC/WD) |
| Bez koloru                                                            | Nie przybył (NP/DNA) |
| Bez koloru                                                            | Nie brał udziału w treningach (NT/DNP) |
| Bez koloru                                                            | Nie został zgłoszony (–) |
| Pogrubienie                                                           | Start z pole position |
| Kursywa                                                               | Najszybsze okrążenie wyścigu |
| †                                                                     | Nie ukończył, ale jego rezultat został zaliczony ze względu na przejechanie więcej niż 90% dystansu wyścigu.                              |
| *                                                                     | Sezon w trakcie |
| 1/2/3                                                                 | Punktowana pozycja w sprincie kwalifikacyjnym                                                                                             |
| Lista systemów punktacji Formuły 1                                    | |

### Puchar Pokoju i Przyjaźni
| Rok  | Samochód   | Silnik | Wyniki w poszczególnych eliminacjach | Wyniki w poszczególnych eliminacjach | Wyniki w poszczególnych eliminacjach | Wyniki w poszczególnych eliminacjach | Wyniki w poszczególnych eliminacjach | Wyniki w poszczególnych eliminacjach | Wyniki w poszczególnych eliminacjach | Pkt. | Msc. |
| ---- | ---------- | ------ | ------------------------------------ | ------------------------------------ | ------------------------------------ | ------------------------------------ | ------------------------------------ | ------------------------------------ | ------------------------------------ | ---- | ---- |
| 1986 |            |        | Polska                               | Czechosłowacja                       |                                      |                                      |                                      |                                      |                                      | 100  | 17   |
| 1986 | Promot III | Łada   | 8                                    | -                                    | 16                                   | 11                                   | -                                    | -                                    | -                                    | 100  | 17   |
| 1987 |            |        | Polska                               |                                      |                                      |                                      |                                      |                                      |                                      | 27   | 39   |
| 1987 | Promot III | Łada   | 18                                   | -                                    | -                                    | -                                    |                                      |                                      |                                      | 27   | 39   |
| 1989 |            |        | Polska                               |                                      |                                      |                                      |                                      |                                      |                                      | 0    | NS   |
| 1989 | Promot III | Łada   | NU                                   | NU                                   | -                                    | 11                                   |                                      |                                      |                                      | 0    | NS   |
| 1990 |            |        | Polska                               | Czechosłowacja                       |                                      |                                      |                                      |                                      |                                      | 4    | 18   |
| 1990 | Promot III | Łada   | NU                                   | 7                                    | ?                                    | -                                    |                                      |                                      |                                      | 4    | 18   |

### Polska Formuła Mondial
| Rok  | Zespół               | Samochód   | Silnik | Wyniki w poszczególnych eliminacjach | Wyniki w poszczególnych eliminacjach | Wyniki w poszczególnych eliminacjach | Wyniki w poszczególnych eliminacjach | Wyniki w poszczególnych eliminacjach | Wyniki w poszczególnych eliminacjach | Pkt. | Msc. |
| ---- | -------------------- | ---------- | ------ | ------------------------------------ | ------------------------------------ | ------------------------------------ | ------------------------------------ | ------------------------------------ | ------------------------------------ | ---- | ---- |
| 1989 |                      |            |        | Polska                               | Polska                               | Polska                               | Polska                               | Polska                               |                                      | 95   | 1    |
| 1989 | Automobilklub Śląski | Promot III | Łada   | 1                                    | NU                                   | 2                                    | 1                                    | 5                                    |                                      | 95   | 1    |
| 1990 |                      |            |        | Polska                               | Polska                               | Polska                               | Polska                               | Polska                               | Polska                               | 17   | 13   |
| 1990 | Automobilklub Śląski | Promot III | Łada   | NU                                   | NU                                   | 7                                    | NU                                   | -                                    |                                      | 17   | 13   |
| 1992 |                      |            |        | Polska                               | Polska                               | Polska                               | Polska                               | Polska                               | Polska                               | ?    | ?    |
| 1992 | Automobilklub Śląski | Estonia 21 |        | 6                                    | NU                                   | -                                    | -                                    | -                                    | 5                                    | ?    | ?    |

### Polska Formuła Easter
| Rok  | Zespół               | Samochód         | Silnik      | Wyniki w poszczególnych eliminacjach | Wyniki w poszczególnych eliminacjach | Wyniki w poszczególnych eliminacjach | Wyniki w poszczególnych eliminacjach | Wyniki w poszczególnych eliminacjach | Pkt. | Msc. |
| ---- | -------------------- | ---------------- | ----------- | ------------------------------------ | ------------------------------------ | ------------------------------------ | ------------------------------------ | ------------------------------------ | ---- | ---- |
| 1977 |                      |                  |             |                                      |                                      |                                      |                                      |                                      | ?    | ?    |
| 1977 | Automobilklub Śląski | Promot Polonia I | Polski Fiat | -                                    | 14                                   | -                                    | -                                    |                                      | ?    | ?    |
| 1984 |                      |                  |             | Polska                               | Polska                               | Polska                               | Polska                               | Polska                               | 84   | 16   |
| 1984 | Automobilklub Śląski | Promot III       | Łada        | -                                    | -                                    | 7                                    | NU                                   | 2                                    | 84   | 16   |
| 1985 |                      |                  |             | Polska                               | Polska                               | Polska                               | Polska                               | Polska                               | 170  | 3    |
| 1985 | Automobilklub Śląski | Promot III       | Łada        | 11                                   | 5                                    | 4                                    | 3                                    | 3                                    | 170  | 3    |
| 1986 |                      |                  |             | Polska                               | Polska                               | Polska                               | Polska                               | Polska                               | 82   | 21   |
| 1986 | Automobilklub Śląski | Promot III       | Łada        | 3                                    | 6                                    | NU                                   | -                                    | -                                    | 82   | 21   |
| 1987 |                      |                  |             | Polska                               | Polska                               | Polska                               | Polska                               | Polska                               | 168  | 3    |
| 1987 | Automobilklub Śląski | Promot III       | Łada        | 6                                    | 9                                    | 3                                    | NU                                   | 2                                    | 168  | 3    |
| 1988 |                      |                  |             | Polska                               | Polska                               | Polska                               | Polska                               | Polska                               | 139  | 9    |
| 1988 | Automobilklub Śląski | Promot III       | Łada        | -                                    | -                                    | 1                                    | 6                                    | 2                                    | 139  | 9    |

### Formuła Polonia
| Rok  | Zespół               | Samochód         | Silnik      | Wyniki w poszczególnych eliminacjach | Wyniki w poszczególnych eliminacjach | Wyniki w poszczególnych eliminacjach | Wyniki w poszczególnych eliminacjach | Wyniki w poszczególnych eliminacjach | Wyniki w poszczególnych eliminacjach | Pkt. | Msc. |
| ---- | -------------------- | ---------------- | ----------- | ------------------------------------ | ------------------------------------ | ------------------------------------ | ------------------------------------ | ------------------------------------ | ------------------------------------ | ---- | ---- |
| 1978 |                      |                  |             |                                      |                                      |                                      |                                      |                                      |                                      | ?    | ?    |
| 1978 | Automobilklub Śląski | Promot Polonia I | Polski Fiat | ?                                    | ?                                    | 3                                    | ?                                    | 5                                    |                                      | ?    | ?    |
| 1979 |                      |                  |             |                                      |                                      |                                      |                                      |                                      |                                      | ?    | ?    |
| 1979 | Automobilklub Śląski | Promot Polonia I | Polski Fiat | ?                                    | ?                                    | ?                                    | ?                                    | 8                                    |                                      | ?    | ?    |
| 1980 |                      |                  |             | Polska                               | Polska                               | Polska                               | Polska                               | Polska                               | Polska                               | 167  | 4    |
| 1980 | Automobilklub Śląski | Promot Polonia I | Polski Fiat | 10                                   | 11                                   | NU                                   | 3                                    | 3                                    | 2                                    | 167  | 4    |
| 1981 |                      |                  |             | Polska                               | Polska                               | Polska                               | Polska                               | Polska                               |                                      | 180  | 2    |
| 1981 | Automobilklub Śląski | Promot Polonia I | Polski Fiat | -                                    | 3                                    | 2                                    | 1                                    | 4                                    |                                      | 180  | 2    |
| 1982 |                      |                  |             | Polska                               | Polska                               | Polska                               | Polska                               |                                      |                                      | 133  | 3    |
| 1982 | Automobilklub Śląski | Promot Polonia I | Polski Fiat | 2                                    | 4                                    | 2                                    | 11                                   |                                      |                                      | 133  | 3    |
| 1983 |                      |                  |             | Polska                               | Polska                               | Polska                               | Polska                               | Polska                               |                                      | 158  | 5    |
| 1983 | Automobilklub Śląski | Promot Polonia I | Polski Fiat | 4                                    | 4                                    | 8                                    | NU                                   | 6                                    |                                      | 158  | 5    |
| 1984 |                      |                  |             | Polska                               | Polska                               | Polska                               | Polska                               | Polska                               |                                      | 86   | 17   |
| 1984 | Automobilklub Śląski | Promot Polonia I | Polski Fiat | 2                                    | 5                                    | -                                    | -                                    | -                                    |                                      | 86   | 17   |